# Brigitte Olivier
Brigitte Olivier (ur. 22 stycznia 1980) – belgijska judoczka. Olimpijka z Sydney 2000, gdzie zajęła dziewiąte miejsce w wadze ciężkiej.
Piąta na mistrzostwach świata w 1999 i siódma w 1997; uczestniczka zawodów w 2001. Startowała w Pucharze Świata w latach 1996−2001 i 2003. Zdobyła trzy medale na mistrzostwach Europy w latach 1997−1999.

## Letnie Igrzyska Olimpijskie 2000
| Konkurencja | Rundy eliminacyjne     | Rundy eliminacyjne     | Rundy eliminacyjne    | Repasaże               | Klas. końcowa |
| Konkurencja | 1/32                   | 1/16                   | 1/4                   | Przeciwnik I           | Miejsce       |
| ----------- | ---------------------- | ---------------------- | --------------------- | ---------------------- | ------------- |
| +78 kg      | Beatriz Martín (ESP) Z | Mara Kovačević (YUG) Z | Daima Beltrán (CUB) P | Kim Seon-young (KOR) P | 9.            |